# علیرضا افتخاری
علیرضا افتخاری مهیاری (زادهٔ ۱۰ فروردین ۱۳۳۷ در اصفهان) موسیقی‌دان، آهنگساز و خوانندهٔ ایرانی است. او از پرمخاطب‌ترین خواننده‌های ایران است و آثارش از پرفروش‌ترین آثار منتشر شدهٔ موسیقی ایران هستند. این خواننده تاکنون بیش از هفتاد آلبوم موسیقی منتشر کرده است و به سبب خوانندگی در مقام‌ها و سبک‌های مختلف موسیقی پاپ، تلفیقی و سنتی، با عنوان مرد هزارچهرهٔ موسیقی ایران از او یاد می‌شود.

## زندگی شخصی
علیرضا افتخاری در سال ۱۳۳۷ در اصفهان در خانواده‌ای نسبتاً فقیر به دنیا آمد. وی در پنجم مردادماه ۱۳۵۵ ازدواج نمود و حاصل این ازدواج سه فرزند به نام‌های الهام، مرجان و آوا می‌باشد.

## زندگی هنری
افتخاری در کودکی نزد طباطبایی، نوازندهٔ ویولن تعلیم دید. از ۱۲ سالگی نزد تاج اصفهانی به یادگیری ردیف‌های آوازی پرداخت. پس از مدتی نیز هم‌زمان به بهره‌گیری از آموزش‌های جلیل شهناز و حسن کسائی در زمینهٔ ردیف‌های موسیقی سنتی مشغول شد. در سال ۱۳۵۷ خورشیدی در آزمون باربد و در حضور علی‌اکبر شهنازی، داریوش صفوت، علی تجویدی موفق به کسب رتبهٔ نخست شد.
از سال ۱۳۶۰ نزد غلامرضا دادبه به یادگیری موسیقی پرداخت. در سال ۱۳۶۲، نخستین آلبوم خود را به توصیهٔ فرامرز پایور با نام «آتش دل» و به یاد تاج اصفهانی منتشر کرد. افتخاری بعد از سه سال کارهایی نظیر راز و نیاز با همکاری حسین علیزاده و مهرورزان با همکاری محمدعلی کیانی‌نژاد را اجرا کرد. افتخاری در سال‌های نخست دههٔ ۱۳۶۰ خورشیدی، اجراهای خصوصی نیز به‌همراه حسن کسائی، حبیب‌الله بدیعی، غلامحسین بیگجه‌خانی و جلیل شهناز داشت که این آثار تک نسخه‌ای بودند و هیچ‌گاه منتشر نشدند.
اواخر دههٔ ۱۳۶۰ خورشیدی، وی کنسرت‌هایی را در ژاپن، آلمان، کانادا و بریتانیا برگزار کرد. کنسرت راه ابریشم، که در ۲۸ شهر دنیا اجرا شد و همچنین کنسرت آلمان که با همراهی پرویز مشکاتیان برگزار شد، از جملهٔ این کنسرت‌ها هستند.در یکی از همین کنسرت‌ها در ونکوور کانادا شایعه بمب‌گذاری در سالن سبب شد که افتخاری به مدت ۶ ساعت بدون امکانات صوتی در فضای آزاد برنامه اجرا کند.
افتخاری نخستین فردی بود که پس از انقلاب ۱۳۵۷، اشعار حافظ را به صورت ترانه و تصنیف خواند. تصنیف‌هایی همچون روز هجران و نفس باد صبا از این گونه‌اند.
دوران کاری افتخاری به سه بخش تقسیم می‌شود. بخش نخست، از سال ۱۳۶۲ تا ۱۳۷۵ که بسیار کم‌کار بود. تعداد آثار او در این دوره، به‌طور متوسط حدود یک آلبوم در سال است. دورهٔ دوم، از سال ۱۳۷۵ تا ۱۳۸۹ که دورهٔ اوج افتخاری به‌شمار می‌آید و به‌طور متوسط پنج آلبوم در سال خوانده است. سومین دوران کاری افتخاری از سال ۱۳۸۹ به بعد است که بسیار کم‌کار بوده و آثار بسیار کمی از وی انتشار یافته است.

### دوران آغازین
افتخاری در این دوران بیشتر به مکتب اصفهان و روایت آوازی تاج اصفهانی وفادار بود. او در این دوران حدود ۱۵ آلبوم خوانده است که سیر تحول سبک افتخاری را به نمایش گذاشته است. او با انتشار آلبوم آتش دل به توصیهٔ فرامرز پایور در سال ۱۳۶۲ کار خود را شروع کرد و با آلبوم نیلوفرانه در سال ۱۳۷۵ سبک آوازی خود را یافت. از جمله آثار افتخاری در این دوران آلبوم‌های مهمان تو با همکاری جمشید عندلیبی، شور عشق با همکاری فریدون شهبازیان، راز و نیاز با نوازندگی حسین علیزاده، مقام صبر با نوازندگی پرویز مشکاتیان، زیباترین با همراهی محمدجواد ضرابیان و سرمستان هستند.
افتخاری در این دوران به موسیقی سنتی وفادار بود. در ابتدای این دوران، حجمِ غالبِ آلبوم‌های او آواز بوده‌اند ولی در اواخر این دوران، به ارائه یک یا دو آواز در هر آلبوم و خواندن حدود ۶ قطعهٔ تصنیف رسید. برخی آلبوم‌ها نظیر امان از جدایی و تازه به تازه که هر دو از ساخته‌های محمدجلیل عندلیبی هستند، به‌طور کامل فاقد آواز بوده‌اند و هر آلبوم ۸ قطعهٔ تصنیف دارد. در این دوران او به سمت تصنیف حرکت کرد.

### دوران بلوغ
در ابتدای این دوران افتخاری که به ۴۰ سالگی نزدیک شده‌بود، سبک و سیاق خوانندگی خود را یافت. خوانندگی آلبوم‌های به دنبال دل به آهنگسازی علی تجویدی و همایون خرم و قلندروار به آهنگسازی عماد توحیدی در این دوران است. در این دوران افتخاری بسیار پرکار بود و آلبوم‌های او بسیار پرفروش بودند. نیلوفرانه از آثار این دوران و پرفروش‌ترین آلبوم موسیقی ایران است.
افتخاری در این سال‌ها تصنیف‌های بسیاری خواند و این قطعات را تکنیکی و شنیدنی اجرا کرد. آلبوم‌های پاپ-سنتی شکوه عشق، شب کوچه‌ها و عطر مهر که همگی به آهنگسازی فریدون خشنود در این سال‌ها منتشر شدند، دارای فضای تلفیقی و پاپ بودند و ملودی، تنظیم و ریتم آن‌ها با آثار پیشین افتخاری متفاوت بود.
آلبوم نسیما با استقبال روبرو شد، این آلبوم ساختهٔ فضل‌الله توکل، از نوازندگان سنتور برنامهٔ گل‌ها و از بدنهٔ موسیقی سنتی بود که برپایهٔ گام‌ها و دستگاه‌های موسیقی سنتی و با رنگ و بوی مدرن تنظیم شد.
انتشار این ترانه‌ها انتقاداتی را از سوی برخی منتقدان به‌همراه داشت اگرچه عده‌ای دیگر آن‌ها را خلق فضاهای نو در موسیقی می‌دانستند. علیرضا افتخاری در برنامهٔ تلویزیونی شب شیشه‌ای به انتقادات این‌گونه پاسخ داد: 
من تا به حال ده‌ها ابوعطا، ده‌ها افشاری و چندین سه‌گاه خوانده‌ام. من حق دارم به عنوان یک خواننده تجربیات جدید داشته باشم.— علیرضا افتخاری، مصاحبه با برنامهٔ تلویزیونی عبور شیشه‌ای، ۱۳۸۵
در این دوران افتخاری بازخوانی قطعات قدیمی را انجام داد. آلبوم‌های یاد استاد، بردی از یادم و دنبال دل نمونه‌هایی از این آثار هستند. همگی این آثار در بازار، موفق به فروش بالایی شدند. نقطهٔ عطف دوران کاری افتخاری، اهتمام او بر خواندن تصنیف بود که در همین دوره نمایان گشت و به بلوغ رسید.

### همکاران هنری
وی در طول فعالیت حرفه‌ای خود بیش از ۷۰ آلبوم موسیقی در سبک‌های سنتی، ارکسترال و تلفیقی با همکاری افرادی مانند پرویز مشکاتیان، حسین علیزاده، علی تجویدی، عباس خوشدل، جمشید عندلیبی، محمدعلی کیانی‌نژاد، محمدجلیل عندلیبی، جواد لشکری، محمد موسوی، جلال ذوالفنون، هابیل علی‌اف، حسن میرزاخانی، محمدجواد ضرابیان، علی جعفریان، فضل‌الله توکل، محمدرضا چراغعلی، فریدون شهبازیان، کامبیز روشن‌روان منتشر نموده است.

### فعالیت رادیویی تلویزیونی
- برای نخستین بار در ۱۳۶۳ با آوازی به نام قصهٔ گیسو در ماهور با ضبط کامبیز روشن‌روان و با نی‌نوازی محمدعلی کیانی‌نژاد در سریال امیرکبیر، صدای او از تلویزیون ایران پخش شد.[۶]
- از آخرین سال‌های دههٔ ۱۳۷۰ و اوایل دههٔ ۱۳۸۰ در برنامه‌های تلویزیونی مانند با کاروان شعر و موسیقی، ضیافت و … با اجرای سهیل محمودی، مجری و ترانه‌سرا حضور می‌یافت و به‌صورت بداهه به خوانش آواز و تصنیف می‌پرداخت. با کاروان شعر و موسیقی به تهیه‌کنندگی برادران مناجاتی و با اجرای سهیل محمودی، شب‌های جمعه از تلویزیون ایران پخش می‌شد و با دعوت از هنرمندان عرصهٔ شعر و موسیقی، به این دو هنر می‌پرداخت و بسیاری از نام‌آوران شعر و موسیقی در این برنامه حضور می‌یافتند.[۱۳]
- فصل هفتم مسابقهٔ استعدادیابی «یک، دو صدا» با موضوع خوانندگی، آهنگسازی و ترانه‌سرایی با داوری علیرضا افتخاری خواننده، سعید بیابانکی شاعر و پژوهشگر ادبی و محمدرضا چراغعلی آهنگساز و با شعار «نوبت ترانه» در سال ۱۳۹۸ از رادیو ایران برگزار می‌شد.[۱۴]

## حاشیه‌ها
- در هفدهم مرداد ۱۳۸۹ و حدود یک‌سال پس از انتخاب مجدد محمود احمدی‌نژاد به ریاست‌جمهوری و پیامدهای آن، در مراسم بزرگداشت روز خبرنگار که در مرکز همایش‌های صدا و سیما برگزار شد، افتخاری و احمدی‌نژاد یکدیگر را در آغوش کشیدند و افتخاری به او گفت: «آقای رئیس‌جمهور دوستت دارم».[۱۵] این اقدام از سوی مخالفان دولت با انتقادهای شدیدی روبه‌رو شد.[۱۵]کم‌تر از یک ماه پس از آن اتفاق، خبرگزاری‌های داخل ایران گزارش دادند که بر اثر عواقب منفی آن دیدار در میان مخالفان احمدی‌نژاد، افتخاری تصمیم گرفته از ایران برود و در فرانسه اقامت گزیند.[۱۶] در ۱۹ مهر ۱۳۸۹ افتخاری در گفت‌وگوی تلفنی با بخش خبری ۲۰:۳۰ صدا و سیما از آزار خود و خانواده‌اش سخن گفت و در حالی که بغض کرده‌بود گفت: «در دانشگاه موهای دختر مرا کشیده‌اند و به وی توهین کرده‌اند در حالی که او یک استاد دانشگاه است».[۱۷] او در سال ۱۳۹۶ در مصاحبه با ماهنامهٔ «تجربه» گفت که دلخوری مردم از این ماجرا به حدی بوده که حتی سوپرمارکت محل به او جنس نمی‌فروخته[۱۸] و بر اثر این فشارها روی خود و خانواده‌اش، قصد خودکشی داشته است.[۱۹] افتخاری در سال ۱۳۹۴ و در مصاحبه‌ای دیگر از احمدی‌نژاد به‌عنوان «انسان قدرنشناسی که در این مدت حتی یک‌بار پیگیر احوال من نشده» یاد کرده‌بود و گفته‌بود «اگر تاریخ به عقب برگردد، من غلط بکنم بخواهم ایشان را در آغوش بگیرم».[۲۰]
- در شهریور ۱۳۸۹ افتخاری سایت خود را غیرفعال کرد و دامنه آن را به فروش گذاشت.[۲۱][۲۲]
- در سال ۱۳۹۲ افتخاری قطعهٔ تازه‌ای با نام «گل نسرین» خواند که آن را به فعال مدنی نسرین ستوده تقدیم کرد. او دربارهٔ این کار گفت «مایل نیست راجع به این قطعه زیاد صحبت کند و آن را از عمق وجود برای زنی خوانده است که روحیه‌اش را در این سال‌ها ستوده است».[۲۳] روزنامهٔ کیهان بابت این کار افتخاری در مقاله‌ای به‌شدت به او تاخت[۲۴] و رادیو فرانسه از این کار افتخاری با عنوان «چرخش سیاسی» یاد کرد.[۲۵]
- در ۲۲ مرداد ۱۳۹۸، علی صارمیان، روزنامه‌نگار در یادداشتی با عنوان «ما در حق صدای علیرضا افتخاری مقصریم» نوشت:علیرضا افتخاری در حال تعظیم به دختران قاسم سلیمانی. تالار وحدت. دی ۱۴۰۰

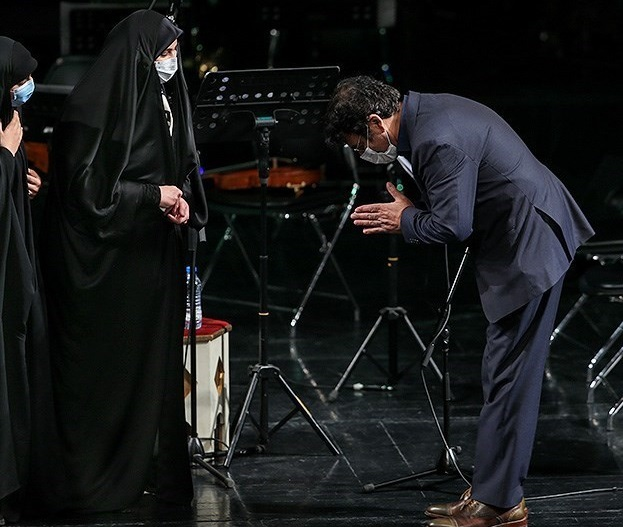
علیرضا افتخاری در حال تعظیم به دختران قاسم سلیمانی. تالار وحدت. دی ۱۴۰۰

«ما جماعت عصبانی یا نه، کسانی که یارگیری می‌کنند و در برابر شجریان که سبز درآمده؛ افتخاری را استفاده می‌کنیم؛ به هنر ایران خیانتی کرده‌ایم… ما با بی‌انصافی یک درنگ نکردیم که او ممکن است حتی قیافهٔ رئیس‌جمهور را باز نشناسد از بس غرقه در حس خویش است. اصلاً تعلیمات ندیده که چطور در میان دو سر جنگ تصویرها؛ چطور خود را حفظ کند و کسی آن‌قدر مرد نبود که با این‌که این طرف ایستاده و با افتخاری برنامهٔ کاروانش را راه انداخته و مزدش را به جیب برده؛ سپر او شود. حاصل آن‌که ما ده سال از صدای او محروم ماندیم در اوج پختگی و به‌جایش بدل‌های تپل شجریان را صداوسیما غالب کرد. امیدوارم این نوشته را بخواند. ما یک عذرخواهی و دعوت دوباره به هنر افتخاری بدهکاریم.»
- دی ۱۴۰۰، علیرضا افتخاری در مراسم «مقام حماسه» که به مناسبت دومین سالگرد کشته‌شدن قاسم سلیمانی در تالار وحدت برگزار شد، قطعهٔ مرد میدان را با آهنگسازی محمدرضا چراغعلی و با ارکستر صدا و سیما به رهبری محمدرضا عقیلی با حضور مسئولان از جمله محمدباقر قالیباف، غلامعلی حداد عادل، پیمان جبلی، محمد مهدی اسماعیلی و خانودهٔ قاسم سلیمانی اجرا کرد و توسط آنان مورد تقدیر قرار گرفت.[۲۷][۲۸]

## در نگاه دیگران
گلپا: امروزه می‌بینم خوانندهٔ جوان و خوبی مانند آقای علیرضا افتخاری وجود دارد و صدای خوبی هم دارد که همیشه چوب لای چرخش می‌گذارند و گاهی او را سیاسی می‌دانند. او اگر اهل سیاست بود که خواننده نمی‌شد مثلاً می‌رفت وکیل مجلس می‌شد یا سیاستمدار. این نسل باید موسیقی مملکت را نگاه دارند.
علیرضا افتخاری به نقل از یکی از دوستانش گفته است که شجریان آواز «رفیق مهربان و یار همدم» افتخاری را که همراه با نی‌نوازی محمد موسوی اجرا شده‌بود تا چهار صبح گوش می‌کرده و تحت تأثیر قرار گرفته است.
عباس خوشدل: شما اگر به کارهای آقای افتخاری دقت کنید، می‌بینید که طوری شعر را خوانده که امکان ندارد شما متوجه حتی یک واژه نشنوید و می‌توانید تک‌تک ابیات را بشنوید و یادداشت کنید و در آن‌ها یک‌کلام فالش نمی‌شنوید. پس از انقلاب کسی مانند آقای علیرضا افتخاری ترانه نمی‌تواند بخواند. نوعی زیبایی در صدای آقای افتخاری وجود دارد که من در صدای خوانندگان دیگر نمی‌بینم.
کورس سرهنگ‌زاده: یک روز به خانهٔ آقای حسن کسائی رفته بودم که با او بر سر تاج بحثم شد. به کسائی گفتم تنها خوانندهٔ خوبی که اصفهان تحویل مردم داد و مردم او را قبول کردند، آقای افتخاری بود. افتخاری به مراتب از تاج زیباتر می‌خواند. البته اگر از خودش بپرسید، می‌گوید «من شاگرد تاج بودم» در صورتی که به سن او نمی‌خورد که شاگرد تاج باشد.
پرواز همای: استاد افتخاری اصلاً مناسب اجرا با ارکستر موسیقی ملی نیستند. صدای او زیباترین صدایی است که در موسیقی ایران وجود دارد. من صدای ایشان را از بچگی دوست داشتم اما وقتی ایشان از ردیف حرف می‌زنند، بهتر است خودشان بروند و آثار گذشته‌شان چون راز سر به مهر و سرو سیمین را گوش دهند و ببینند خودشان چقدر از آن کارها فاصله گرفته‌اند.

## فروش آثار
آلبوم‌های علیرضا افتخاری از پرفروش‌ترین آلبوم‌های ایران بوده است به‌طوری که برخی از رسانه‌ها از وی با عنوان «پرفروش‌ترین خوانندهٔ بعد از انقلاب» یاد می‌کنند. آلبوم نیلوفرانه که در سال ۱۳۷۵ منتشر شد حدود ۳ میلیون نسخه فروش داشت.
آلبوم یاد استاد وی که در سال ۱۳۷۷ انتشار یافت نیز از آثار پرفروش دههٔ ۱۳۷۰ موسیقی ایران است. آهنگسازی این آلبوم برعهدهٔ علی تجویدی بود و افتخاری در این آلبوم، آثاری از تجویدی که پیش از انقلاب ۱۳۵۷ منتشر شده‌بودند را از نو بازخوانی کرد. آلبوم صیاد در سال ۱۳۸۴ منتشر شد و به‌عنوان پرفروش‌ترین آلبوم تلفیقی دههٔ ۱۳۸۰ ایران شناخته‌شد. مجموعهٔ قلندروار از دیگر آثار پرفروش علیرضا افتخاری است که در سال ۱۳۸۶ منتشر شد. این آلبوم در داخل و خارج از ایران مورد استقبال فراوانی قرار گرفت. امان از جدایی، مستانه و خندهٔ بارون نیز از آلبوم‌های پرفروش مؤسسهٔ آواز بیستون در عرصهٔ موسیقی هستند.

## جوایز و تقدیرها

### جشنواره چهره‌های ماندگار

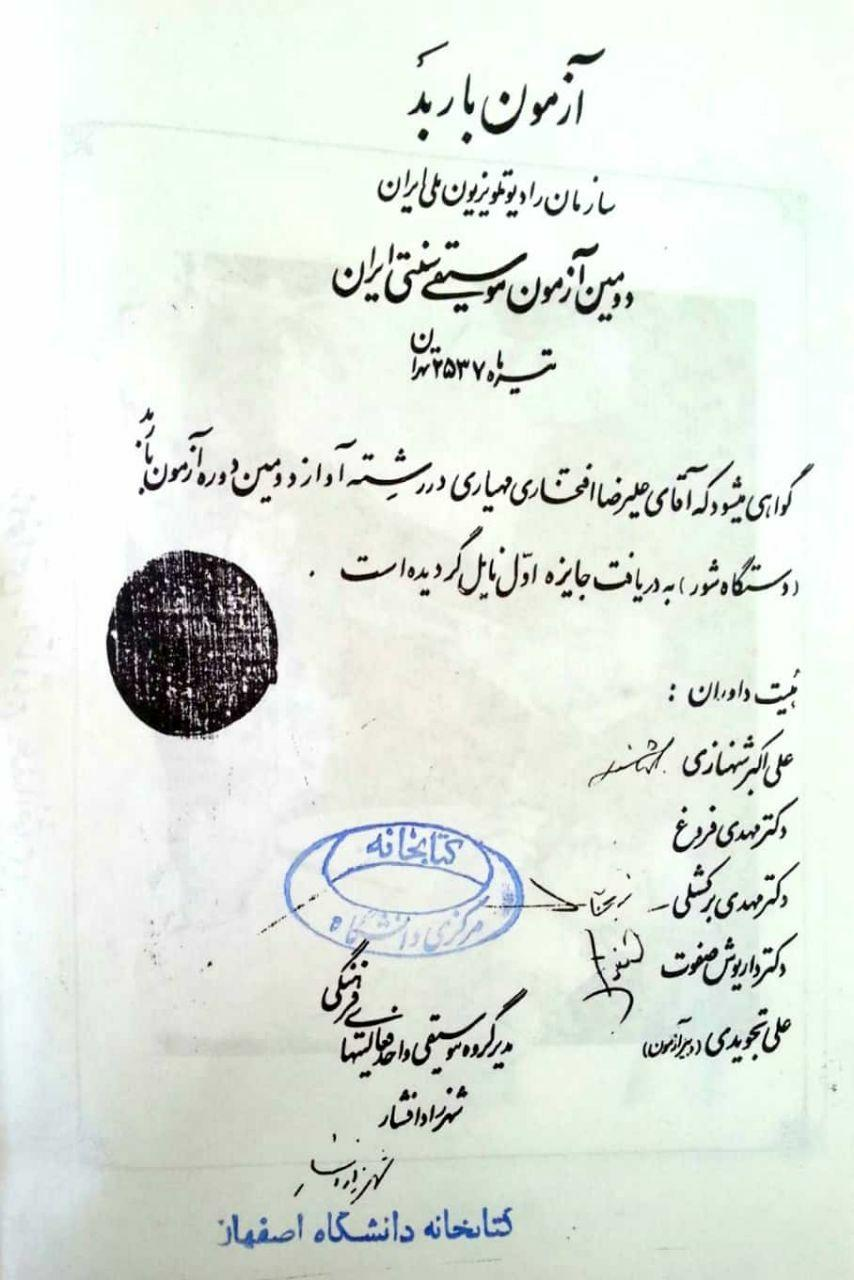
کارنامهٔ علیرضا افتخاری در دومین آزمون باربد

| سال  | جایزه                  | نتیجه |
| ---- | ---------------------- | ----- |
| ۱۳۸۹ | نشان رسمی چهرهٔ ماندگار | برنده |

### مسابقه موسیقی باربد
| سال  | جایزه                 | نتیجه |
| ---- | --------------------- | ----- |
| ۱۳۵۷ | جایزه اول بهترین آواز | برنده |

### تقدیر
- در شهریور ۱۴۰۰ مراسمی برای گرامیداشت هنرمندانی که در زمینه ایثار و دفاع مقدس سابقه فعالیت هنری داشتند برگزار شد. در این مراسم از علیرضا افتخاری در کنار هنرمندانی نظیر عزت‌الله مهرآوران، جمشید هاشم‌پور، حسین نوری و رضا برجی تجلیل به عمل آمد.[۳۹]

## آثار
| آلبوم‌ها | آلبوم‌ها                | آلبوم‌ها    | آلبوم‌ها                                                                 | آلبوم‌ها | آلبوم‌ها                     | آلبوم‌ها                                                                 | آلبوم‌ها |
| ------- | ---------------------- | ---------- | ----------------------------------------------------------------------- | ------- | --------------------------- | ----------------------------------------------------------------------- | ------- |
| ردیف    | نام آلبوم              | سال انتشار | آهنگساز                                                                 | خواننده | ناشر                        | توضیحات                                                                 |         |
| ۱       | آتش دل                 | ۱۳۶۲       | عبدالحسین برازنده                                                       | آری     | گل نوا                      | با نظارت فرامرز پایور آلبوم ساخته‌شد.                                    |         |
| ۲       | مهرورزان               | ۱۳۶۴       | محمدعلی کیانی‌نژاد                                                       | آری     | هم‌آواز آهنگ                 | قسمت اول در مایهٔ شوشتری قسمت دوم در دستگاه شور                          |         |
| ۳       | همتای آفتاب            | ۱۳۶۴       | عماد رام                                                                | آری     | ساربانگ                     | آواز افشاری و شعر از مولانا                                             |         |
| ۴       | راز و نیاز             | ۱۳۶۷       | حسین علیزاده                                                            | آری     | ماهور                       | دستگاه راست‌پنج‌گاه به‌همراه گروه عارف                                     |         |
| ۵       | دریغا …                | ۱۳۶۸       | محمد موسوی                                                              | آری     | مرکز نشر و حفظ آثار انقلابی | این آلبوم به مناسبت درگذشت روح‌الله خمینی منتشر شد. در مایهٔ شوشتری       |         |
| ۶       | کاروان                 | ۱۳۷۰       | عبدالحسین برازنده                                                       | آری     | نواگر                       | در مایه‌های افشاری، بیات اصفهان و بیات ترک                               |         |
| ۷       | غریبستان               | ۱۳۷۰       | محمدجلیل عندلیبی                                                        | آری     | آوای دل                     | دستگاه نوا به‌همراه گروه مولانا                                          |         |
| ۸       | راز گل                 | ۱۳۷۲       | محمد آذری                                                               | آری     | آوای دل                     | دستگاه نوا و آواز دشتی                                                  |         |
| ۹       | مقام صبر               | ۱۳۷۳       | پرویز مشکاتیان                                                          | آری     | چهارباغ بانگ                | دستگاه راست‌پنج‌گاه                                                       |         |
| ۱۰      | سرو سیمین              | ۱۳۷۳       | محمدعلی کیانی‌نژاد                                                       | آری     | فارس نوا                    | دستگاه سه‌گاه                                                            |         |
| ۱۱      | سرمستان                | ۱۳۷۳       | محمدجلیل عندلیبی                                                        | آری     | مشکات                       | سه قطعهٔ آوازی شور، ابوعطا و راست‌پنج‌گاه                                  |         |
| ۱۲      | ناز نگاه               | ۱۳۷۴       | محمدجواد ضرابیان                                                        | آری     | سار بانگ                    | اجرا با گروه سماع                                                       |         |
| ۱۳      | شور عشق                | ۱۳۷۴       | فریدون شهبازیان                                                         | آری     | سار بانگ                    | از آثار ارکسترال سنتی در مایهٔ بیات اصفهان                               |         |
| ۱۴      | مهمان تو               | ۱۳۷۵       | جمشید عندلیبی                                                           | آری     | گلبانگ                      | فضای دشتی و بیات ترک                                                    |         |
| ۱۵      | نیلوفرانه              | ۱۳۷۵       | عباس خوشدل                                                              | آری     | مشکات                       | پرفروش‌ترین آلبوم سنتی تاریخ موسیقی ایران                                |         |
| ۱۶      | زیباترین               | ۱۳۷۵       | محمدجواد ضرابیان                                                        | آری     | ساربانگ                     | در دستگاه شور اجرا با گروه سماع                                         |         |
| ۱۷      | امان از جدایی          | ۱۳۷۶       | محمدجلیل عندلیبی                                                        | آری     | آواز بیستون                 | اولین آلبوم بدون آواز افتخاری و استفاده از ملودی‌های فولکلوریک کردی      |         |
| ۱۸      | افسانه                 | ۱۳۷۷       | علی جعفریان                                                             | آری     | فارس نوا                    | آلبوم سنتی ارکسترال                                                     |         |
| ۱۹      | یاد استاد              | ۱۳۷۷       | علی تجویدی                                                              | آری     | سروش                        | بازخوانی آثار قبل از انقلاب علی تجویدی که با اجازهٔ ایشان اجرا شد.       |         |
| ۲۰      | تازه به تازه           | ۱۳۷۷       | محمدجلیل عندلیبی                                                        | آری     | آواز بیستون                 | استفاده از ملودی‌های فولکلوریک کردی و اجرا با گروه مولانا                |         |
| ۲۱      | هنگامه                 | ۱۳۷۷       | حسن میرزاخانی                                                           | آری     | سار بانگ                    | استفاده از تصانیف محلی                                                  |         |
| ۲۲      | نیلوفرانه ۲            | ۱۳۷۸       | عباس خوشدل                                                              | آری     | مشکات                       | به علت استقبال خیلی زیاد از نیلوفرانه این کار به همان فضا ساخته‌شد.      |         |
| ۲۳      | صدایم کن               | ۱۳۷۸       | عباس خوشدل                                                              | آری     | آواز بیستون                 | آوازهای کلاسیک و تصانیف ارکسترال                                        |         |
| ۲۴      | عطر سوسن               | ۱۳۷۸       | محمدجواد ضرابیان                                                        | آری     | سار بانگ                    | مرکب‌خوانی اجرا با گروه سماع                                             |         |
| ۲۵      | پاییز                  | ۱۳۷۸       | مهرداد پازوکی                                                           | آری     | آواز بیستون                 | دکلمهٔ این اثر بر عهدهٔ ژاله صادقیان بوده است.                            |         |
| ۲۶      | خداحافظ                | ۱۳۷۸       | محمدجلیل عندلیبی                                                        | آری     | آواز بیستون                 | در فضای سنتی با گروه مولانا                                             |         |
| ۲۷      | گل هزار بهار           | ۱۳۷۹       | کامبیز روشن‌روان                                                         | آری     | مشکات                       | این اثر به مناسبت بیست و سومین سال درگذشت علی شریعتی ساخته‌شده است.      |         |
| ۲۸      | شبان عاشق              | ۱۳۷۹       | عباس خوشدل                                                              | آری     | مشکات                       | اثری متفاوت‌تر با نیلوفرانه‌ها آثار مشترک قبلی افتخاری و خوشدل            |         |
| ۲۹      | گل میخک                | ۱۳۷۹       | جواد لشکری                                                              | آری     | آواز بیستون                 | بازخوانی کارهای جواد لشکری                                              |         |
| ۳۰      | مستانه                 | ۱۳۷۹       | جلال ذوالفنون                                                           | آری     | آواز بیستون                 | بداهه‌خوانی همراه با سه‌تار جلال ذوالفنون                                 |         |
| ۳۱      | نسیما                  | ۱۳۷۹       | فضل‌الله توکل                                                            | آری     | آوای نوین                   | اولین کار پاپ-سنتی و استفاده از شعرهای حسین منزوی                       |         |
| ۳۲      | خوش آمدی               | ۱۳۸۰       | جواد لشکری                                                              | آری     | آواز بیستون                 | بازخوانی آثار لشکری همراه با قطعه‌های جدید                               |         |
| ۳۳      | همسایه                 | ۱۳۸۰       | عطا جنگوک                                                               | آری     | آواز بیستون                 | استفاده از آثار محلی                                                    |         |
| ۳۴      | خنده بارون             | ۱۳۸۰       | جواد لشکری                                                              | آری     | آوای نوین                   | بازخوانی آثار لشکری همراه با قطعه‌های جدید                               |         |
| ۳۵      | عشق گمشده              | ۱۳۸۱       | جواد لشکری                                                              | آری     | آواز بیستون                 | بازخوانی آثار لشکری همراه با قطعه‌های جدید                               |         |
| ۳۶      | شب عاشقان              | ۱۳۸۱       | جلال ذوالفنون                                                           | آری     | هم‌آواز آهنگ                 | بداهه‌خوانی همراه با سه‌تار جلال ذوالفنون                                 |         |
| ۳۷      | شکوه عشق               | ۱۳۸۱       | فریدون خشنود                                                            | آری     | آوای برگ                    | اولین اثر کاملاً پاپ علیرضا افتخاری می‌باشد.                              |         |
| ۳۳۸     | غم زمانه               | ۱۳۸۲       | فضل‌الله توکل                                                            | آری     | آوای نوین                   | در فضای پاپ-سنتی با شعرهای فضل‌الله توکل                                 |         |
| ۳۹      | قصهٔ شمع                | ۱۳۸۲       | همایون شجریان حسین یوسف‌زمانی مجید اخشابی مهیار فیروزبخت علی جعفریان و … | آری     | سروش                        | آثار جمع‌آوری شده در طی سال از افتخاری در صدا و سیما                     |         |
| ۴۰      | باباطاهر               | ۱۳۸۲       | جمشید عندلیبی                                                           | آری     | آواز بیستون                 | آثار مشهور موسیقی خراسانی                                               |         |
| ۴۱      | کنسرت لندن (ای میهن)   | ۱۳۸۲       | محمدجلیل عندلیبی                                                        | آری     | شاخهٔ طوبی                   | این اثر در لندن به صورت کنسرت اجرا شده است.                             |         |
| ۴۲      | بردی از یادم           | ۱۳۸۳       | اسدالله ملک حبیب‌الله بدیعی                                              | آری     | آوای ماندگار                | بازخوانی آثار قبل از انقلاب                                             |         |
| ۴۳      | به دنبال دل            | ۱۳۸۳       | علی تجویدی                                                              | آری     | نی‌داوود                     | بازخوانی دوبارهٔ آثار تجویدی                                             |         |
| ۴۴      | خاطرات جوانی           | ۱۳۸۳       | فضل‌الله توکل                                                            | آری     | آوای نوین                   | در فضای پاپ-سنتی با شعرهای فضل‌الله توکل                                 |         |
| ۴۵      | صیاد                   | ۱۳۸۴       | اکبر محسنی محمدرضا چراغعلی                                              | آری     | سروش                        | با سبک تلفیقی از آثار اکبر محسنی                                        |         |
| ۴۶      | تو می‌آیی               | ۱۳۸۵       | حسن میرزاخانی                                                           | آری     | آواز بیستون                 | استفاده از تصانیف محلی (شیرازی، کردی) و قدیمی فارسی                     |         |
| ۴۷      | آوای عشق               | ۱۳۸۵       | آری                                                                     | آری     | سروش                        | کل آهنگسازی این اثر بر عهدهٔ افتخاری بوده است.                           |         |
| ۴۸      | ماه خراسان             | ۱۳۸۵       | حسن میرزاخانی                                                           | آری     | آواز بیستون                 | از آثار فولکلور خراسانی                                                 |         |
| ۴۹      | سفر                    | ۱۳۸۵       | بهزاد خدارحمی                                                           | آری     | آوای ماندگار                | ارائهٔ تصنیف با فرم جدید                                                 |         |
| ۵۰      | هوای تو                | ۱۳۸۶       | محمدرضا چراغعلی                                                         | آری     | سروش                        | ارائهٔ تصانیف با فرم جدید                                                |         |
| ۵۱      | عطر مهر                | ۱۳۸۶       | فریدون خشنود                                                            | آری     | حوزهٔ هنری                   | به مناسبت ایام مبعث ارائه شد و به پیامبر اکرم تقدیم شد.                 |         |
| ۵۲      | راز گشا                | ۱۳۸۶       | عباس خوشدل                                                              | آری     | سروش                        | تصانیفی در وصف امام علی                                                 |         |
| ۵۳      | قلندروار               | ۱۳۸۶       | عماد توحیدی                                                             | آری     | حوزهٔ هنری                   | آلبومی عرفانی که در آن فقط و بیش از ۷۵ از ساز کوبه‌ای استفاده شده است.   |         |
| ۵۴      | خروش بحر               | ۱۳۸۶       | فردین کریم‌خاوری                                                         | آری     | حوزهٔ هنری                   | در رثای واقعهٔ عاشورا و امام حسین                                        |         |
| ۵۵      | نوای اساتید            | ۱۳۸۷       | اسدالله ملک فضل‌الله توکل اکبر محسنی جهانبخش پازوکی                      | آری     | آوای نوین                   | متشکل از چهار اثر قدیمی و سه اثر جدید                                   |         |
| ۵۶      | تنها تو می‌مانی         | ۱۳۸۷       | علی خشتی‌نژاد امیر رحیمی‌آذر                                              | آری     | نوانگار                     | از آثار سنتی با فرم جدید                                                |         |
| ۵۷      | عاشقا سلام، عاشقا درود | ۱۳۸۷       | فریدون خشنود                                                            | آری     | ایران‌گام                    | در فضای پاپ استفاده از اشعار شاعران معاصر                               |         |
| ۵۸      | گرفتار                 | ۱۳۸۹       | محمدجلیل عندلیبی هابیل علی‌اف                                            | آری     | آوای باربد                  | این اثر از کنسرت‌های علیرضا افتخاری در جشنواره موسیقی چین منتشر شده است. |         |
| ۵۹      | شب کوچه‌ها              | ۱۳۸۹       | فریدون خشنود                                                            | آری     | ایران‌گام                    | از آلبوم‌های در سبک تلفیقی                                               |         |
| ۶۰      | جام مصفا               | ۱۳۹۱       | محسن حسینی حبیب‌الله بدیعی                                               | آری     | سروش                        | بازخوانی چند اثر حبیب‌الله بدیعی و چند اثر جدید دیگر                     |         |
| 61      | خانه دوست کجاست        | ۱۳۹۲       | مهدی تاری                                                               | آری     | نغمهٔ ماندگار ایرانیان       | در فضای سنتی و استفاده از اشعار سهراب سپهری                             |         |
| 62      | پادشاه فصل‌ها           | ۱۳۹۳       | حسین پرنیا                                                              | آری     | ایران‌گام                    | از آلبوم‌های سنتی                                                        |         |

- آلبوم جاده ابریشم با آلبوم گرفتار در یک مجموعه منتشر شد.

### موسیقی فیلم و سریال
- خوانندگی چند قطعه در سریال امیرکبیر
- پخش قطعاتی از نیلوفرانه در فیلم لیلا (فیلم ۱۳۷۵)
- قطعهٔ آواز در شب‌های زاینده‌رود (کارگردانی محسن مخملباف)
- تیتراژ سینمایی چتری برای کارگردان[۴۰]
- تیتراژ سریال روز رفتن
- تیتراژ سریال به کجا چنین شتابان
- تیتراژ سریال پنجمین خورشید
- تیتراژ سریال هشت بهشت
- تیتراژ سریال روزهای بهتر
- تیتراژ سریال کهنه‌سرباز[۴۱]

### تک‌آهنگ‌ها
| نام ترانه        | ترانه‌سرا             | آهنگساز            | سال پخش         | توضیحات |
| ---------------- | -------------------- | ------------------ | --------------- | --- |
| به رقص آ         | مولوی                | محمدجلیل عندلیبی   | ۱۳۶۶            | |
| سلسلهٔ موی دوست   | حافظ                 | محمدجلیل عندلیبی   | ۱۳۶۶            | |
| شور عشق          | فخرالدین عراقی       | فریدون شهبازیان    | ۱۳۷۲            | این اثر در ابتدا به صورت تک‌آهنگی در بیات اصفهان، متشکل از سه بخش تکخوانی، کرخوانی و قطعهٔ «رهایی» اجرا و ضبط شد و پس از چند سال آلبوم آن با اجرا و تنظیمی کاملاً متفاوت، همراه با چند تصنیف دیگر، منتشر شد. |
| شکوه پرواز       |                      | فریدون شهبازیان    | ۱۳۸۵            | فریدون شهبازیان و علیرضا افتخاری آن را به مردانِ نیروی هوایی ارتش تقدیم کرده‌اند. |
| خورشیدهای روشن   |                      | فریدون خشنود       | آبان ۱۳۸۶       | این ترانه برای صعود تیم فوتبال سپاهان به دیدار پایانی رقابت‌های لیگ قهرمانان آسیا خوانده شده است. |
| کبوتر            |                      | بهزاد خدارحمی      | ۵ تیر ۱۳۸۹      | |
| صاعقهٔ سبز        | محمدعلی معلم دامغانی | پدرام درخشانی      | ۱۹ مهر ۱۳۸۹     | |
| زاینده‌رود من کو؟ | سعید بیابانکی        | محمدرضا چراغعلی    | ۱ شهریور ۱۳۹۲   | این ترانه برای بیان نگرانی دربارهٔ خشک شدن زاینده‌رود خوانده شده است. به گفته سعید بیابانکی پخش این ترانه از سیما ممنوع شده است.                                                                            |
| در اصفهان بمانید |                      | علیرضا افتخاری     | ۵ اردیبهشت ۱۳۹۳ | |
| دیار ماندگار     | صالحه زهره‌وند        | علیرضا افتخاری     | ۱۳۹۶            | این ترانه در وصف اصفهان خوانده شده است. |
| مدافعان حرم      | احمد بابایی          | علیرضا سپهوند      | ۱۱ خرداد ۱۳۹۵   | |
| غرق باران        | حامد حسین‌خانی        | عماد توحیدی        | ۲۴ تیر ۱۳۹۵     | این ترانه را به ۲۳ نفر تقدیم کرد. |
| دلتنگ باران      | اسماعیل فرزانه       | مهرداد دلنوازی     | بهمن ۱۳۹۵       | افتخاری و دلنوازی این ترانه را به پاس زحمات محمدرضا شجریان در موسیقی و بهبودی وی به او تقدیم کردند. |
| شهر تازه         | عبدالجبار کاکایی     | عباس کاظمی         | ۱۹ فروردین ۱۳۹۶ | این ترانه برای محافظت و توجه به محیط زیست خوانده شده است. |
| رهایی            | سعید بیابانکی        | علیرضا افتخاری     | خرداد ۱۳۹۶      | این آهنگ به مناسبت ایام ماه رمضان خوانده شده است. |
| به‌یاد مریم       | ندا شاه‌محمدی         | حسن میرزاخانی      | ۲۸ تیر ۱۳۹۶     | این ترانه را به سبب درگذشت مریم میرزاخانی منتشر کرد. |
| کول‌بر            | بیژن ارژن            | صادق نوری          | بهمن ۱۳۹۷       | آن را به کول‌بران تقدیم کرده است. |
| حریم             | محمود حبیبی کسبی     | امیرحسین اسکندری   | ۱۷ تیر ۱۳۹۸     | |
| همت آهو          | محمدعلی بهمنی        | ابوالفضل صادقی‌نژاد | ۱۷ تیر ۱۳۹۸     | |
| پابوس            | جواد گنجعلی          | امیرحسین اسکندری   | ۲۲ تیر ۱۳۹۸     | |
| مرد میدان        | مولوی                | محمدرضا چراغعلی    | ۱۷ دی ۱۳۹۸      | این قطعه پس از کشته‌شدن قاسم سلیمانی خوانده‌شد. |
| رندانه           | ساعد باقری           | بهزاد خدارحمی      | ۱۳۹۹            | ساخته شده در سال ۱۳۸۴ |
| سفر دوست         | عباس محمدی           |                    | ۱۳۹۹            | ویژهٔ عاشورا |

### آثار ناموجود
- در سال ۱۳۸۱ آلبوم ماه پنهان با خوانندگان مشترک منتشر شد که یکی از خوانندگان علیرضا افتخاری بود و آهنگساز این مجموعه فریدون خشنود است.[۵۳]
- دو قطعهٔ باغ ارغوان و گنبدهای سبز و آبی نیز در دههٔ ۸۰ از آثار مشترک افتخاری و حسین یوسف‌زمانی هستند که قطعهٔ باغ ارغوان در جشنوارهٔ ترنم رحمت به عنوان اثر برتر معرفی شد.[۵۴]

## کنسرت‌ها
افتخاری در طی سال‌های فعالیت خود کنسرت‌های کمی را اجرا کرده و کمتر در جشنواره‌ها اجرای زنده داشته است. وی تا دههٔ ۱۳۹۰ در ایران کنسرتی اجرا نکرده‌بود و تنها چند کنسرت در خارج از ایران برگزار کرده‌بود.
- تیر ۱۳۹۸ - اجرای ارکستر ملی ایران به رهبری مهمان نادر مرتضی‌پور و خوانندگی علیرضا افتخاری[۵۸] با عنوان قصهٔ وفا در تالار وحدت[۵۹][۶۰]
- اردیبهشت ۱۳۹۸ - برگزاری کنسرت خیریه به نفع سیل زدگان لرستان به آهنگسازی حسین پرنیا و خوانندگی علیرضا افتخاری[۶۱][۶۲]
- دی ۱۳۹۵ - اجرای ارکستر ملی ایران به رهبری فریدون شهبازیان و خوانندگی علیرضا افتخاری[۶۳][۶۴]در سی و دومین جشنواره موسیقی فجر
- اسفند ۱۳۹۵ - برگزاری کنسرت ارکستر ملی ایران با رهبری فریدون شهبازیان و خوانندگی علیرضا افتخاری در لرستان[۶۵]
- دی ۱۳۹۴ - برگزاری پرفورمانس مشرق مطلق در تالار وحدت[۶۶]
- ۱۳۸۱ - برگزاری کنسرت خیریه به نفع زلزله زدگان بم به خوانندگی علیرضا افتخاری[۳]
- ۱۳۷۷ - کنسرت لندن (اجرای گروه مولانا در لندن) - خواننده: علیرضا افتخاری، آهنگساز و رهبر گروه: محمدجلیل عندلیبی. اشعار اجرا شده در این آلبوم از فریدون مشیری، حافظ، باباطاهر و جواد آذر انتخاب شده است.[۶۷]
- ۱۳۶۸ - کنسرت راه ابریشم (اجرای گروه مولانا در ۲۸ شهر ژاپن) - خواننده: علیرضا افتخاری، آهنگساز و رهبر گروه: محمدجلیل عندلیبی[۶۸][۶۹]
  - اواخر دههٔ ۱۳۶۰ - کنسرت ونکوور کانادا - علیرضا افتخاری به‌همراه پرویز مشکاتیان و جمشید محبی[۷۰][۷۱][۱۰]
- اواخر دههٔ ۱۳۶۰ - کنسرت مقام صبر در آلمان به‌همراهی پرویز مشکاتیان[۶۹]